# Dán Leó
Dán Leó, 1899-ig Diamant Leó (Pest, 1870. november 23. – 1944.) nagykereskedő, közgazdasági író, zeneszerző, kormányfőtanácsos.

## Élete
Diamant Samu (1833–1926) szűcsmester és Faith Fanni (1847–1929) fia. Hétgyermekes zsidó család legidősebb fiaként született. Középiskolai tanulmányait a budapesti evangélikus gimnáziumban végezte. 1887–1888-ban a Zeneakadémia zeneszerzés tanszakán tanult. Tanárai Erkel Gyula és Koessler János voltak. Édesapja őt és másik négy fiát is megtanította a szűcs szakmára. Szakmabeli tudásának tökéletesítése céljából külföldre utazott. Az 1896-os millenniumi ünnepségek előtt tért haza, hogy a Párizsból visszaérkező öccsével együtt átvegyék az apjuk által alapított szűcsüzletet. Már a kiállításon kitűnt az akkor még kizárólag külföldről importált női szőrmebundákkal. Ekkor kapta első kitüntetését – az országban először – a császári és királyi udvari szűcs címet, s ezzel egyidejűleg József főherceg megtette cégét udvari szállítójává. Testvérével közösen családnevüket Dánra magyarosították, s cégüket is átkeresztelték Dán Testvérekre. 1901-ben Dán Leót a párizsi világkiállításon elért kiváló eredményei elismeréséül az uralkodó a Koronás Arany Érdemkereszttel tüntette ki, illetve aranyérmet is szerzett. 1902-ben megkapta a vámtarifa megalkotásában való részvételéért, mint az akkor létesített országos értékmegállapító bizottság tagja, a kereskedelmi tanácsosi címet. 1909-ben a kereskedelem és ipar terén szerzett érdemei elismeréséül a Ferenc József-rend lovagkeresztjével ismerték el munkásságát.
1910-ben többekkel együtt megalapította az Országos Magyar Szűcsmesterek Egyesületét, amelynek élére egyhangúlag és közfelkiáltással választották meg. A következő évben az ő vezetése alatt rendezték Budapesten az első nagyszabású szűcsipari kiállítást, s ezzel kapcsolatosan a szűcsipari világkongresszust, amelynek elnöke volt. Közgazdasági téren kifejtett működéséért több alkalommal részesült királyi és külföldi kitüntetésekben. A közgazdasági irodalom terén nemcsak magyar, hanem német, francia és angol lapokban és szaklapokban is élénk működést fejtett ki. 1926-ban a közgazdasági tevékenységének elismeréséül kormányfőtanácsossá nevezték ki. Tőle származott a hazai nyúl-, perzsabárány-, nyest- és nemes prémtenyésztés eszméje. Munkatársa volt a Révai Nagy Lexikonának, a Tolnai új világlexikonának és tagja az 1929-ben kiadott Magyar zsidó lexikon elnöki tanácsának. Jelentős szerepet játszott a zsidó közéletben.
Társelnöke volt az ország legnagyobb kereskedői szervezetének, a Fővárosi Kereskedők Egyesületének, alelnöke a Belvárosi Polgári Körnek, elnöke az Országos Magyar Szűcsmesterek Egyesületének. Sokáig tagja volt a főváros törvényhatóságának, a Budapesti Kereskedelmi és Iparkamarának. Az Országos Magyar Kereskedelmi Egyesülés (OMKE), a Magyar Kereskedelmi Csarnok és az Országos Iparegyesület igazgatósági tagja volt.
Feleségével tagjai voltak annak a delegációnak, amelyik a New York-i Kossuth szobor felállítása alkalmából 1928-ban New Yorkba utazott.
Halála körülményeit a család túlélő tagjai mondták el. 1944 októberében, mint nagyon gazdag és nagy adófizető zsidót, a feleségével együtt berendelte a hatóság kihallgatásra. El tudott volna menekülni, a vagyona erre lehetőséget biztosított, de unokája attól tartott, hogyha nagyszülei nem mennek be a kihallgatásra, akkor helyettük őt és családját fogják elvinni, ezért végül az idős, 74 éves ember a feleségével elment a kihallgatásra. A kihallgatás arról szólt, hogy az esetleg elrejtett vagyonát adja ki, aminek a verések ellenére nem tett eleget Leó, ezért a félholt Leót feltették egy Auschwitzba menő vonat marhavagonjába, de a célállomásra már holtan érkezett meg. Felesége, Olga a pályaudvaron várt a bevagonírozásra, nagy parasztkendő volt a vállán, amikor odalépett hozzá egy fiatalember kívülről, és azt mondta, néni, karoljon belém és jöjjön velem. Olga ezt megtette, gyalog ment haza, utána a felszabadulásig bujkált, így élte túl a világháborút. 1954-ben a budapesti Bécsi utca 5. szám alatti házban, korábbi lakásukban hunyt el rák következtében.

### Családja
Házastársa Weisz Olga (1876–1957) volt, Weisz Adolf nagybirtokos és Bőhm Ida lánya, akit 1899. június 8-án Budapesten, a Terézvárosban vett nőül polgári szertartás keretében. Négy nappal később a Dohány utcai zsinagógában is házasságot kötöttek.
Gyermeke:
- Dán Mária (Mitzi 1900–1937). Első férje Zalán Ernő (1892–?) részvénytársasági igazgató (1928-ban elváltak), második férje Bokor Imre (1899–?) kereskedő volt.

## Zenei munkássága

### Művei
- Nászéj, opera egy felvonásban. Szövegírók: Delacour és Morand. Bemutató: Tata, 1893
- A prímáskisasszony, bohózat dalokkal és táncokkal 5 felvonásban. Bemutató: Budai Színkör, 1894. július 29.
- A sevillai fodrász, operett 2 felvonásban. Szövegét írta: Bálint Dezső. Bemutató: Magyar Színház, 1902. május 13.
- Mámor, balett egy felvonásban. Bemutató: Debrecen, 1903
- A máltai lovag, operett. Szövegét írta: Beksics Gusztávné. Debrecenben adták először 1893-ban, majd Óbudán, 1894 júliusában.
- Tót legény Amerikában vagy Utazás Chicagoba zenés bohózat. Szövegét írta: Komor Gyula. Bemutatták 1895. január 4-én a Debreczeni Városi Színházban. Szerzőként Dán Leó D. Ament Leóként volt feltüntetve.

További szerzeményei: zongoradarabok (kb. 200), sanzonok, hegedűverseny, templomi énekek. Zeneírói álnevén: D'Amant

## Díjai, elismerései
- Koronás Arany Érdemkereszt (1901)
- Kereskedelmi tanácsos (1902)
- Ferenc József-rend lovagja (1909)
- Kormányfőtanácsos (1926)